# Ángel Faría
Ángel Faría (Maracaibo, Estado Zulia, Venezuela; 28 de abril de 1983) es un futbolista venezolano que juega como defensa en el Deportivo Rayo Zuliano de la Primera División de Venezuela.

## Clubes
| Club                  | País      | Año       |
| --------------------- | --------- | --------- |
| Italmaracaibo         | Venezuela | 2004-2005 |
| Aragua FC             | Venezuela | 2006      |
| Carabobo FC           | Venezuela | 2007      |
| Estudiantes de Mérida | Venezuela | 2007-2008 |
| Zulia FC              | Venezuela | 2008-2011 |
| Estudiantes de Mérida | Venezuela | 2011-2012 |
| Trujillanos FC        | Venezuela | 2012-2013 |
| Aragua FC             | Venezuela | 2013-2014 |
| Portuguesa FC         | Venezuela | 2014-2015 |
| Zamora FC             | Venezuela | 2015-2017 |
| Mineros de Guayana    | Venezuela | 2017-2020 |
| Zulia FC              | Venezuela | 2021-     |